# 蹼耳套扇贝
蹼耳套扇贝（学名：Palliolum macrocheiricola），是莺蛤目海扇蛤科Palliolum属的一种。主要分布于中国大陆，常栖息在水深520米。